# Pleolophus sperator
Pleolophus sperator är en stekelart som först beskrevs av Müller 1776.  Pleolophus sperator ingår i släktet Pleolophus, och familjen brokparasitsteklar. Arten är reproducerande i Sverige.